# Heinz Olbrich
Heinz Olbrich (* 10. Januar 1914 in Carlsfeld; † 18. April 2009 in Altenburg) war ein deutscher Maler, Grafiker und Hochschullehrer.

## Leben und Werk
Olbrich studierte von 1933 bis 1935 in Leipzig an der Akademie für graphische Künste und Buchgewerbe, u. a. bei Alois Kolb und Hans Soltmann, und von 1937 bis 1939 u. a. bei Maximilian Klewer, Karl Michel, Wilhelm Tank und Kurt Wehlte an den Vereinigten Staatsschulen für freie und angewandte Kunst in Berlin.
Er nahm dann als Soldat der Wehrmacht u. a. in Frankreich am Zweiten Weltkrieg teil. Nach der Entlassung aus der Kriegsgefangenschaft arbeitete er in Leipzig als freischaffender Künstler. Ab 1953 hatte er einen Lehrauftrag am Institut für Kunsterziehung der Karl-Marx-Universität Leipzig, von 1967 bis 1969 als Dozent. Zu seinen Schülern gehörten u. a. Siegfried Ratzlaff und Roland R. Richter.
Daneben betätigte Olbrich sich weiter als Maler und Grafiker. Er zog dann in das thüringische Altenburg und arbeitete als freischaffender Künstler.
Olbrich war auch ein anerkannter Kopist. Für das Museum für Deutsche Geschichte in Berlin fertigte er in mehrjähriger Arbeit bis 1975 eine Kopie des legendären Annaberger Bergaltars von Hans Hesse. Bilder Olbrichs wurden auch als Reproduktionen verbreitet, so um 1969 Taubenhaus mit Pfau in der Wandschmuckbild-Kollektion des Leipziger Verlags E. A. Seemann.
Olbrich war bis 1990 Mitglied des Verbands Bildender Künstler der DDR.
Insbesondere im Lindenau-Museum Altenburg befinden sich mehrere Arbeiten Olbrichs.
Der Sohn Olbrichs, Matthias Olbrich, ist Restaurator und Stuckateur und betreibt in Altenburg eine Töpferei.

## Werke (Auswahl)
- Vor Poltawa (Radierung)[2]
- Vor Prischib (Radierung)[2]
- Vorfrühling (Gouache)[2]
- Sperbergeier (Radierung)[2]

- Steinbruch bei Leipzig (Aquarell, 29,6 × 28,2 cm, 1958; Museum Steinarbeiterhaus Hohburg, Lossatal)[3]
- Markttag in Tirnovo -Bulgarien (1962, Zyklus von drei Algrafien)[4][5][6]

## Ausstellungen

### Einzelausstellungen
- 1957: Berlin, Kupferstichkabinett
- 2004: Altenburg/Thür., Lindenau-Museum

#### Postum
- 2016: Altenburg/Thüringen, Galerie Altenburg[7]

### Ausstellungsbeteiligungen
- 1953 bis 1985: Leipzig, acht Bezirkskunstausstellungen
- 1954: Altenburg/Thür., Lindenau-Museum („100 Jahre Staatliches Lindenau-Museum“)
- 1962/1963: Dresden, Fünfte Deutsche Kunstausstellung
- 1969: Leipzig, Messehaus am Markt („Kunst und Sport“)
- 1975: Altenburg, Lindenau-Museum („Lithografie im Bezirk Leipzig“)
- 1979: Altenburg, Lindenau-Museum („Radierung und Kupferstich im Bezirk Leipzig“)
- 1982: Leipzig („10 Jahre Leipziger Grafikbörse“)